# El jardí emmurallat de la veritat
Hadiqat al Haqiqa o Hadiqatul Haqiqah (en persa حدیقة الحقیقه و شریعة الطریقه), El jardí de la veritat o Hadiqat al Haqiqa va shariat at tariqa (també transcrit com Hadīqat al-Haqīqah wa sharīhat at-tariqah), El jardí de la veritat i la llei del camí o sendera espiritual, més conegut com El jardí emmurallat de la veritat, és l'obra més coneguda del poeta i místic persa Abul-Majd Majdud ibn Adam Sanai de Gazni (Gaznaví), Hakim Sanai (ca.1070-ca. 1135/1150).
Hadiqat al-Haqiqa no és sols un dels primers masnavis de caràcter didàctic en aquest prolix gènere de la literatura persa, sinó també una de les obres més populars en aquesta modalitat poètica, com testimonien el gran nombre de còpies que se n'han realitzat en el transcurs dels segles.

## L'obra
El jardí emmurallat de la veritat és un masnavi o mathnawi, gènere poètic característic de la literatura persa que consta d'estrofes de dos versos o apariats, en nombre indeterminat i amb l'esquema de rima aa/bb/cc, etc. El Hadiqat al-Haqiqa es compon, en les versions més extenses, de 10.000 versos en 10 llibres o seccions, amb unes 11.500 línies; cada línia consisteix en dos hemistiquis, cadascun d'ells amb deu o onze síl·labes, i això suposa si fa no fa 23.000 línies de versos decasíl·labs.
Realitzat per Sanaí després d'un llarg periple de recerca i perfeccionament espiritual i després de tornar d'una peregrinació a la Meca i Medina, El jardí emmurallat de la veritat està dedicada al seu patrocinador el soldà gaznèvida Bahrâm shâh (període 1117- 1157) i fou molt aviat conegut en l'àmbit literari persa, islàmic i místic.
El manuscrit més antic que es coneix de l'Hadiqat al Haqiqa fou copiat a Konya el 1157. Conté una versió curta de l'obra amb el títol Fakri nama (dit així en referència a Fakr-al-Dawla, un dels títols honorífics del soldà Bahrâm shâh) i es conserva a la Biblioteca de Manuscrits Süleymaniye d'Istanbul. Una altra antiga còpia datada del 1192 i conservada en una col·lecció privada, té el títol Ilahi Nama, Llibre diví o Llibre de Déu, que és amb què Rumi es refereix al masnavi de Sanai.
Tal vegada perquè des de molt aviat es van difondre manuscrits amb variacions entre si i que en la difusió van ser sofrint canvis, es van editar diferents còpies quant a l'extensió i ordre de continguts.
Amb els segles se'n conformà la presentació, i el filòleg de l'Índia mogola Abd al Latif b. Abd Allah Abbasi al s. XVII (1634), elaborà un nou text revisat en un intent d'harmonitzar les diferències que havia trobat en els manuscrits anteriors.
Al 1910 John Stephenson el va traduir a l'anglés: The first book of the Hadiqatu'l-Haqiqat or the enclosed garden of the truth of the Hakim Abu'l-Majd Majdud Sana'i of Ghazna, això és: El primer llibre de l'Hadiqatu' l-Haqiqat o el jardí tancat de la veritat d'Hakim Abû' l-Majd Majdûd Sanâ'î de Ghazna, que, com el títol indica, correspon al primer dels deu llibres o capítols de l'Hadiqat al Haqiqa va shariat at tariqa, una sisena part del total de l'obra. Per a això, J. Stephenson va revisar i confrontar els diversos manuscrits i litografies a què pogué accedir (dels segles XV, XVII i XIX), i feu un esforç per donar coherència narrativa i integritat al text.
D'aquesta primera traducció deriva la publicació en anglés del 1974, de D. L. Pendlebury, d'una versió abreujada de l'Hadiqat al Haqiqa, amb el títol The Walled Garden of Truth, o El jardí emmurallat de la veritat.

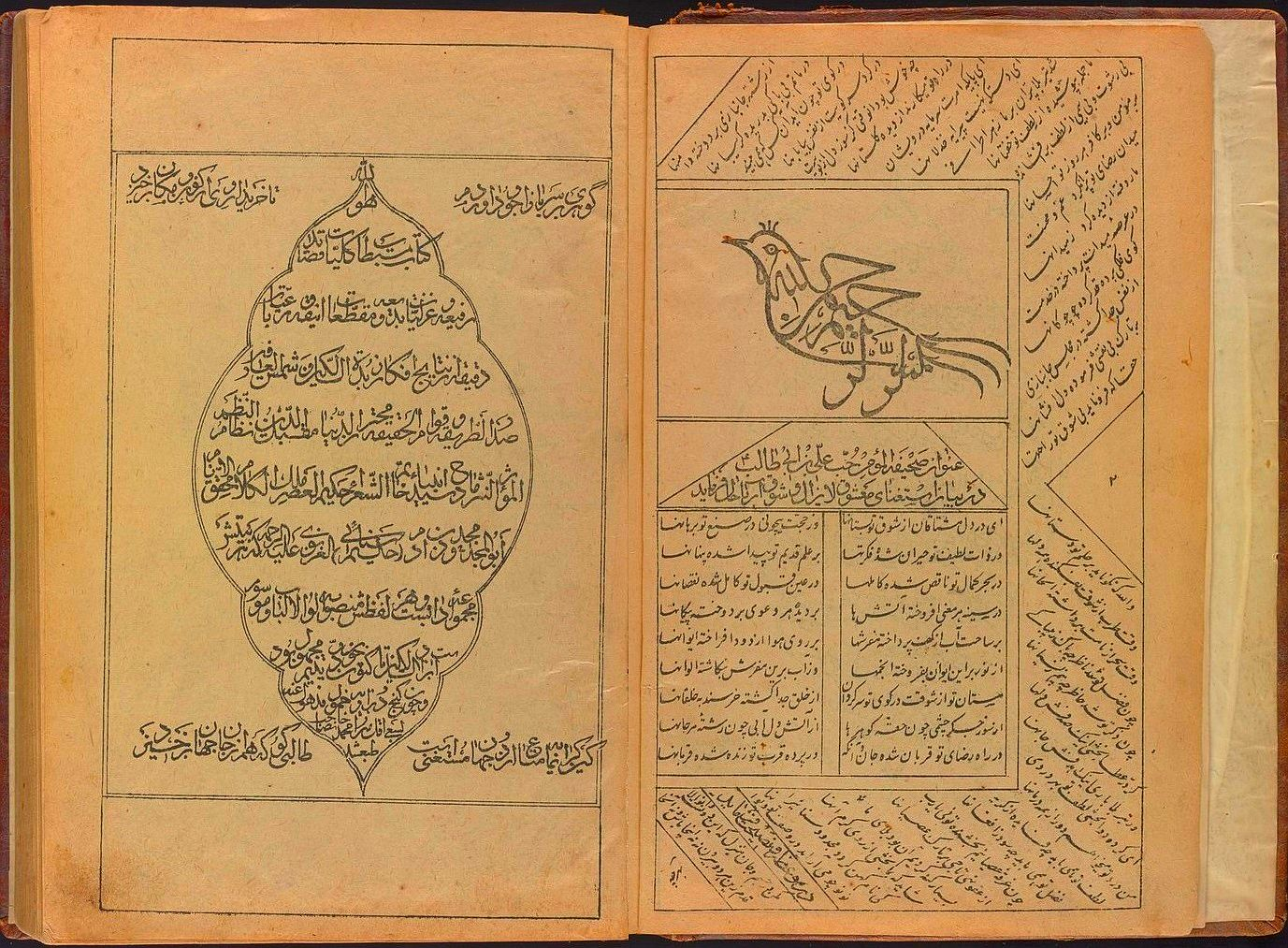
Edició litogràfica de Kitāb-i mustaṭāb-i Kullīiāt-I, Recopilació d'Obres, de Hakin Sanai, 1910. De totes, Hadiqat al Haqica, El jardí Emmurallat de la veritat, és l'obra més reconeguda del poeta i místic de Gazni

El 1928, Eric Hermelin va traduir també una versió abreujada al suec de l'Hadiqat al Haqiqa com Hadīqat (Sanningens inhägnade Örtagård) i al 1950 es publica a Teheran una versió completa de l'obra per Mohammad-Taqi Modarres Razavi.
Segons J. Stephenson, els temes dels 10 llibres o capítols que, en les versions més extenses, constitueixen El jardí emmurallat de la veritat són: «el primer llibre», en lloança de Déu i sobretot, de la seua unitat; «el segon», en lloança del Profeta Muhammad; «el tercer», sobre la comprensió; «el quart», sobre el coneixement; «el cinqué», de l'amor, l'amat i l'estimat; «el sisé», sobre la negligència o desatenció; «el seté», sobre els amics i enemics, «el vuité», sobre la revolució dels cels; «el nové», en lloança a l'emperador Shâh-i Ŷahân; «el desé», sobre el conjunt de tota l'obra. Cal dir que segons siga la data d'edició del manuscrit es presenten variacions en l'ordre de capítols.
Pel que fa al «primer llibre» de l'Hadiqat al Haqiqa, malgrat que aborda molts temes, en la major part tracta sobre la vida i experiències del cercador sufí, amb freqüents prescripcions quant a la renúncia al jo (Fanâ) i al món; la humilitat, la insignificança de les persones i l'omnipotència de Déu, la necessitat del record continu de la divinitat, i no viure'n mai allunyat; tots són el fil conductor que enfila a aquest capítol didàctic.
Alguns versos:
 
Si coneixes el teu propi valor,
¿per què et preocupes sobre l'acceptació
o rebuig dels altres?

La ruta que has de recórrer tu mateix
es troba quan poleixes l'espill del teu cor.

Mentre continues adherit al teu jo,
vagaràs a tort i a dret,
dia i nit, durant mil anys;
i, quan, després de tot aquest esforç,
per fi òbrigues els ulls,
veuràs el teu jo, en els defectes inherents,
vagarejant al seu voltant
com un bou a la sénia;
però, si, alliberat el teu jo, en acabant et poses mans a l'obra,
aquesta porta se t'obrirà en dos minuts.

Magola el teu jo durant mesos i anys sense fi;
deixa'l com mort i quan l'hages destrossat,
hauràs assolit la vida eterna.

Quan a la senda hages mort el teu jo
de colp se't mostrarà el favor de Déu;
per ser-ne admés, vine en pobresa;
si no, estàs irrevocablement divorciat.
(
Extractes de l'Hadiqat al Haqiqa de Hakim Sanaí.)
El llenguatge mordaç i incisiu amb què Sanaí es dirigeix al lector en diverses parts de l'Hadiqat al Haqiqa “no és malintencionat ni gratuït”, perquè vol remoure la consciència del lector per traure-la del «somni de l'oblit» (ghaflat) i la autocomplaença. És per això que «el savi de Gazni» ha estat considerat, més enllà de la seua condició de poeta sufí, un poeta didàctic quant al propòsit dels seus escrits encaminats a encoratjar en qui els llegeix la recerca del sentit de la vida, més enllà de les superficialitats mundanes.

## Influència posterior
Des del moment de la seua aparició i al llarg del temps, El jardí emmurallat de la veritat ha estat un model de referència, de guia poètica i espiritual que han tingut molt present els poetes místics perses i islàmics posteriors. Així Nizami Gandjawi reconeix que la seua obra Majzan al-Asrar (El dipòsit dels misteris), està influïda per l'Hadiqat al Haqiqa de Sanaí.
I Attar i Rumi l'elogien i reconeixen.
Malgrat la llunyania en el temps de l'edició dels primers manuscrits d'aquest masnavi (s. XII), les traduccions abreujades que de l'obra El jardí emmurallat de la veritat s'han publicat al segle xx, i amb continuïtat en edicions recents, han permés redescobrir aquesta singular composició poètica i donar-li vigència actual a l'essència del missatge, espiritual i místic, amb què Sanai omplí el seu Hadiqat al Haqiqa.